# Dąbrowa (gmina Pniewy)
Dąbrowa – osada leśna w Polsce położona w województwie wielkopolskim, w powiecie szamotulskim, w gminie Pniewy.
W latach 1975–1998 miejscowość należała administracyjnie do województwa poznańskiego. Widniała wtedy pod nazwą Leśniczówka Pniewy.
W sąsiedztwie znajduje się rezerwat przyrody Las Grądowy nad Mogilnicą.